# Stary Patok

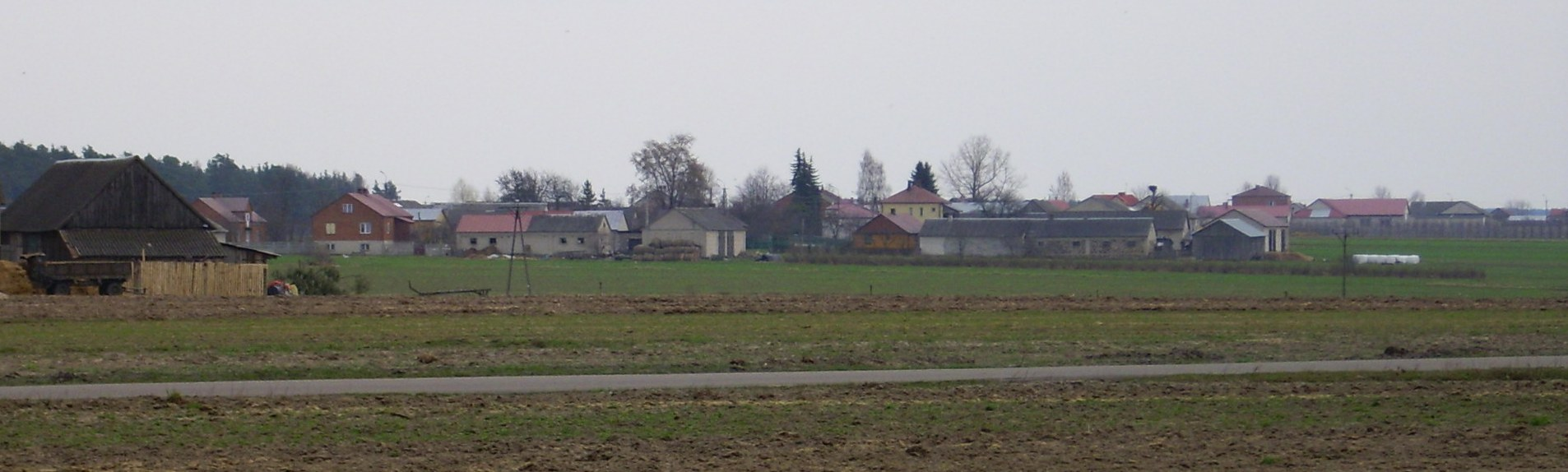

Stary Patok (prononciation : [ˈstarɨ ˈpatɔk]) est un village polonais de la gmina de Krzywda dans le powiat de Łuków de la voïvodie de Lublin dans l'est de la Pologne.
Le village comptait approximativement une population de 105 habitants en 2009.

## Histoire
De 1975 à 1998, le village est attaché administrativement à l'ancienne voïvodie de Siedlce.

Depuis 1999, il fait partie de la nouvelle voïvodie de Lublin.